# 秋田大助
秋田 大助（あきた だいすけ、1906年（明治39年）1月14日 - 1988年（昭和63年）11月29日）は、昭和期の政治家。衆議院議員（12期）、自治大臣（第17代）、法務大臣（第27代）。父は衆議院議長を務めた秋田清。「策士」と称された父親と対照的に、地味で穏健な学究肌の政治家であった。

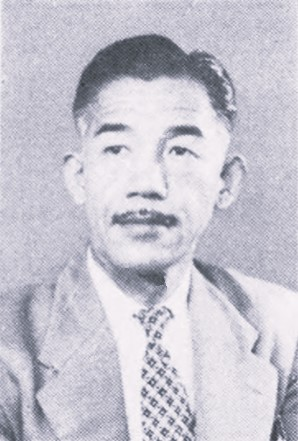
秋田大助

## 来歴・人物
徳島県三好郡足代村（現東みよし町）に生まれる。旧制高知高等学校を経て、1932年（昭和7年）東京帝国大学法学部経済学科を卒業、東邦電力に入社する。戦前は実業界で活躍し、西樺太商事取締役、土佐電気専務取締役、大阪プレス製作所専務取締役、松本鋳造鉄工所専務取締役、田中鉄工所取締役社長、太陽通商取締役、日東海運産業取締役、日東自動車監査役などを務めた。
1946年（昭和21年）第22回衆議院議員総選挙に旧徳島全県1区から無所属で立候補し初当選する。院内交渉団体「新政会」を経て、赤沢正道らとともに協同民主党結成（1946年）に参加する。以後、国民協同党、社会革新党、民主党、改進党、日本民主党、自由民主党と政党を渡り歩く。自民党時代、派閥は岸派から川島派へと移るが、川島派を継いだ椎名派の解散後は、福田派に所属した。
石橋内閣と第1次岸内閣の科学技術政務次官、衆議院文教委員会、同社会労働委員会、同外務委員会の各委員長を経て、1970年（昭和45年）第3次佐藤内閣にて自治大臣として入閣する。同年7月、僻地医療従事者養成のための医学専門学校構想を表明。2年後の1972年（昭和47年）自治医科大学設立として結実した。1971年（昭和46年）には問題発言で引責辞任した小林武治の後任として1週間ほど法務大臣を兼任した。その後1972年から4年間、衆議院副議長を務めるが、1976年（昭和51年）の第34回総選挙では後藤田正晴が同じ徳島県全県区から立候補したこともあり、落選を喫した。
また、1959年（昭和34年）には自由民主党同和対策特別委員会の委員長代理に就任していた。
1960年（昭和35年）第34回国会へ自由民主党、日本社会党、民主社会党の3党共同で「同和対策審議会設置法案」を提出した。また同和対策事業特別措置法（1969年）の制定に尽力し、その後の延長についても精力的に取り組むなど、自民党における同和問題の第一人者としても知られた。
1972年（昭和47年）の自民党総裁選挙では選挙管理委員長を務め田中角栄の当選を知らせた。
またプロレス界とも関わりがあり、1976年（昭和51年）に開催された『格闘技世界一決定戦』アントニオ猪木対モハメド・アリ戦のウィットネス（立会人）を務めている。
1976年4月の春の叙勲で勲一等に叙され、旭日大綬章を受章する。
衆議院議長の声もあったが1983年（昭和58年）の第37回総選挙で落選し、1986年（昭和61年）に政界から引退する。通算当選回数12回。
1988年（昭和63年）11月29日、急性腎不全により三鷹市の病院で死去した。82歳没。同年12月2日、特旨を以て位記を追賜され、死没日付をもって正三位に叙され、銀杯一組を賜った。

## 栄典
- 1976年 - 勲一等旭日大綬章[1]。
- 1988年 - 正三位、銀杯一組